# Maximilian Paul
Maximilian Paul (* 14. Februar 2000 in Dresden) ist ein deutscher Automobilrennfahrer. Er wohnt zurzeit in Dresden.

## Karriere

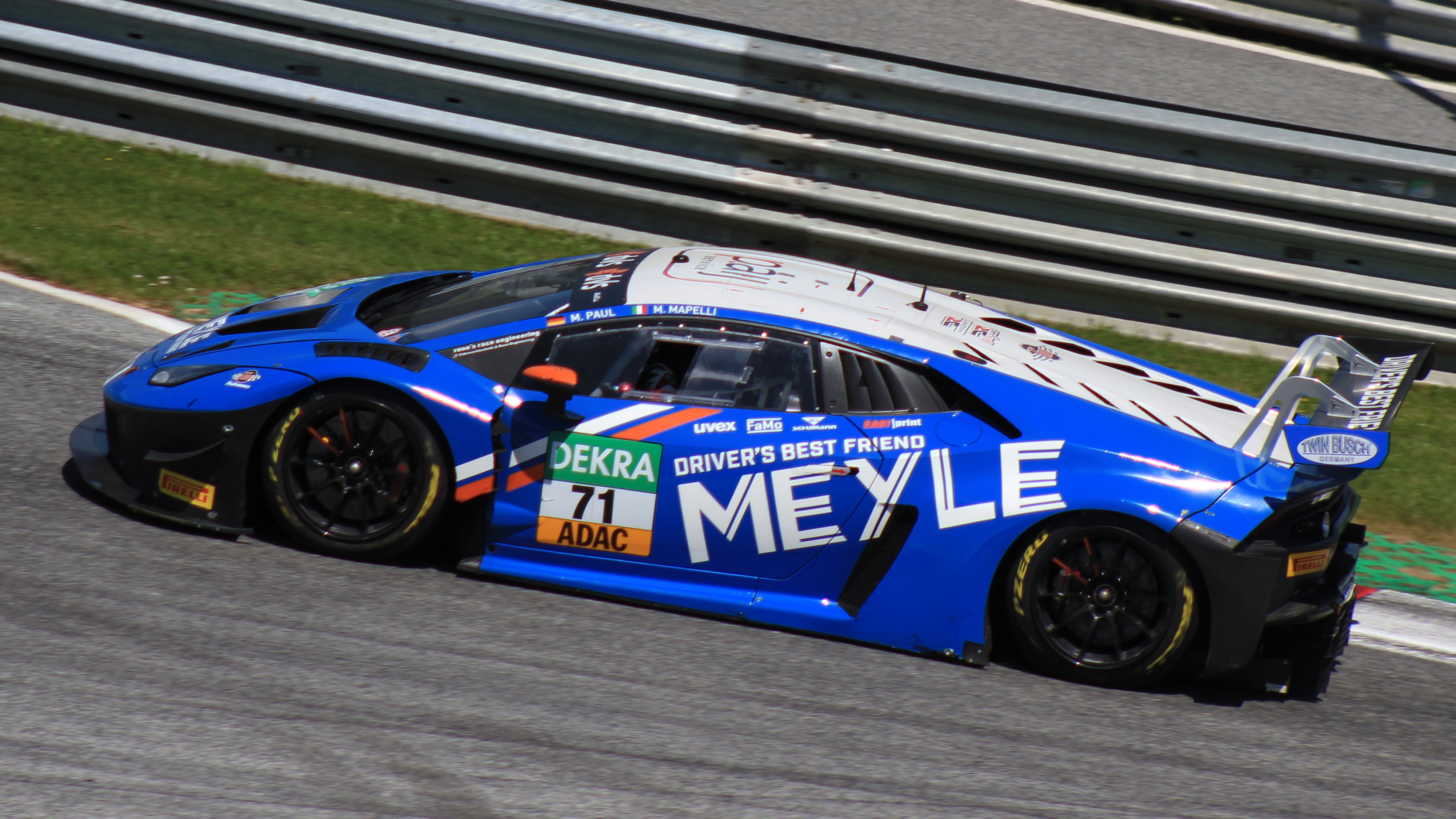
Maximilian Paul bei den ADAC GT Masters 2022 in Spielberg, Österreich

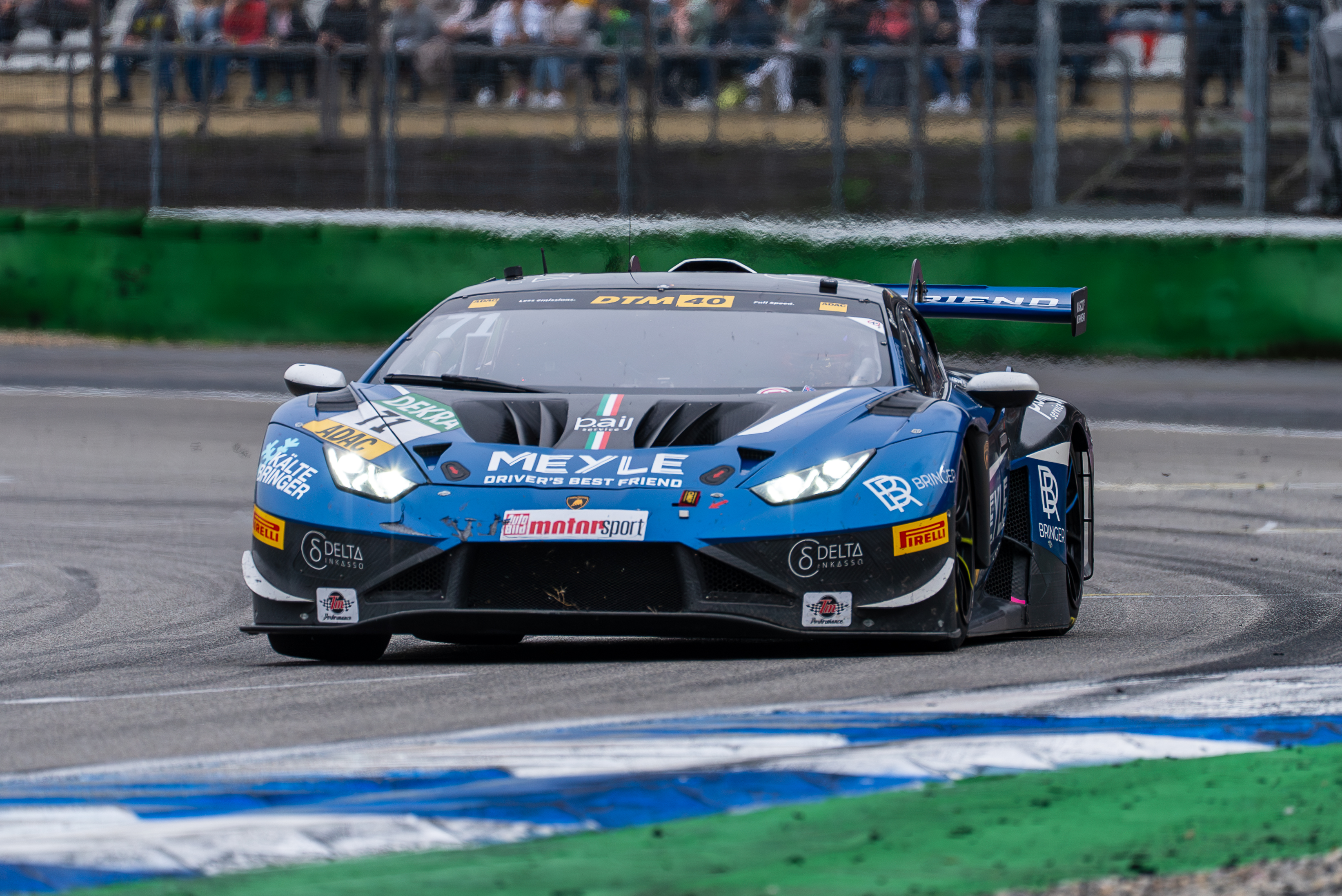
Maximilian Paul beim DTM Finale 2024 auf dem Hockenheimring

Er startet ab der Saison 2019 in der ADAC GT Masters beim Team T3-HRT-Motorsport. Seinen ersten DTM-Lauf als Gaststarter absolviert er am Red Bull Ring am 4. September 2021. 2023 startete Paul in seine erste reguläre DTM-Saison am Nürburgring beim Team Grasser Racing Team und konnte seinen ersten DTM-Sieg im zweiten Rennen am 6. August 2023 auf dem Nürburgring einfahren. Seinen zweiten DTM-Einsatz in diesem Jahr absolvierte er auf dem Lausitzring ebenfalls im Grasser Racing Team. Darüber hinaus bestritt der Dresdner im selben Jahr einen Gaststart mit dem Nachwuchsfahrer Simon Connor Primm in der ADAC GT Masters auf dem Nürburgring im eigenen Team Paul Motorsport sowie drei weitere Einsätze im GT World Challenge Europe Sprint Cup auf dem Hockenheimring, Valencia und Zandvoort.
Sein Hauptaugenmerk lag in der Saison 2023 jedoch auf der International GT Open Meisterschaft, in der er im Team Oregon an den Start ging. Zusammen mit seinem Teamkollegen Pierre-Louis Chovet beendete er die Saison mit vier Siegen auf dem Hungaroring, dem Circuit Paul Ricard, dem Red Bull Ring und dem Autodromo Nazionale di Monza auf dem vierten Platz der Fahrerwertung.

## Statistik

### Karrierestationen
| - 2017 DMV BMW Challenge - 2018 Audi Sport Seyffarth R8 LMS Cup - 2019 Audi Sport Seyffarth R8 LMS Cup - 2019 ADAC-GT-Masters - 2020 ADAC-GT-Masters - 2020 Audi Sport Seyffarth R8 LMS Cup - 2021 ADAC-GT-Masters - 2021 DTM (Gaststarter) - 2022 ADAC-GT-Masters - 2022 24h Daytona - 2023 International GT Open - 2023 GT World Challenge Europe Sprint Cup - 2023 DTM - 2023 ADAC-GT-Masters (Gaststarter) - 2024 DTM - 2024 Nürburgring Langstrecken-Serie - 2024 ADAC RAVENOL 24h Nürburgring - 2024 International GT Open (Gaststarter) - 2024 Lamborghini Super Trofeo Europe (Gaststarter) |

### Einzelergebnisse in der DTM
| Saison | Team                | Hersteller  | 1   | 2   | 3   | 4   | 5   | 6   | 7   | 8   | 9   | 10  | 11  | 12  | 13  | 14  | 15  | 16  | 17 | 18 | Punkte | Rang |
| ------ | ------------------- | ----------- | --- | --- | --- | --- | --- | --- | --- | --- | --- | --- | --- | --- | --- | --- | --- | --- | -- | -- | ------ | ---- |
| 2023   | Grasser Racing Team | Lamborghini | OSC | OSC | ZAV | ZAV | NOR | NOR | NÜR | NÜR | LAU | LAU | SAC | SAC | RBR | RBR | HOC | HOC |    |    | 128    | 21.  |
| 2023   | Grasser Racing Team | Lamborghini |     |     |     |     |     |     | 13  | 1   | DNF | DNF |     |     |     |     |     |     |    |    | 128    | 21.  |
| 2024   | Paul Motorsport     | Lamborghini | OSC | OSC | LAU | LAU | ZAV | ZAV | NOR | NOR | NÜR | NÜR | SAC | SAC | RBR | RBR | HOC | HOC |    |    | 38     | 18.  |
| 2024   | Paul Motorsport     | Lamborghini | 17  | DNF | 12  | DNF | DNF | 191 | 10  | DNF | 15  | 14  | 15  | DNF | 262 | 14  | 16  | 14  |    |    | 38     | 18.  |
| 2025   | Paul Motorsport     | Lamborghini | OSC | OSC | LAU | LAU | ZAV | ZAV | NOR | NOR | NÜR | NÜR | SAC | SAC | RBR | RBR | HOC | HOC |    |    | 20     | 12.  |
| 2025   | Paul Motorsport     | Lamborghini | 12  | 19  | DNF | 19  | 3   |     |     |     |     |     |     |     |     |     |     |     |    |    | 20     | 12.  |

| Legende  | Legende            | Legende                                                          |
| Farbe    | Abkürzung          | Bedeutung                                                        |
| -------- | ------------------ | ---------------------------------------------------------------- |
| Gold     | –                  | Sieg                                                             |
| Silber   | –                  | 2. Platz                                                         |
| Bronze   | –                  | 3. Platz                                                         |
| Grün     | –                  | Platzierung in den Punkten                                       |
| Blau     | –                  | Klassifiziert außerhalb der Punkteränge                          |
| Violett  | DNF                | Rennen nicht beendet (did not finish)                            |
| Violett  | NC                 | nicht klassifiziert (not classified)                             |
| Rot      | DNQ                | nicht qualifiziert (did not qualify)                             |
| Rot      | DNPQ               | in Vorqualifikation gescheitert (did not pre-qualify)            |
| Schwarz  | DSQ                | disqualifiziert (disqualified)                                   |
| Weiß     | DNS                | nicht am Start (did not start)                                   |
| Weiß     | WD                 | zurückgezogen (withdrawn)                                        |
| Hellblau | PO                 | nur am Training teilgenommen (practiced only)                    |
| Hellblau | TD                 | Freitags-Testfahrer (test driver)                                |
| ohne     | DNP                | nicht am Training teilgenommen (did not practice)                |
| ohne     | INJ                | verletzt oder krank (injured)                                    |
| ohne     | EX                 | ausgeschlossen (excluded)                                        |
| ohne     | DNA                | nicht erschienen (did not arrive)                                |
| ohne     | C                  | Rennen abgesagt (cancelled)                                      |
| ohne     | keine WM-Teilnahme |                                                                  |
| sonstige | P/fett             | Pole-Position                                                    |
| sonstige | 1/2/3/4/5/6/7/8    | Punktplatzierung im Sprint-/Qualifikationsrennen                 |
| sonstige | SR/kursiv          | Schnellste Rennrunde                                             |
| sonstige | *                  | nicht im Ziel, aufgrund der zurückgelegten Distanz aber gewertet |
| sonstige | ()                 | Streichresultate                                                 |
| sonstige | unterstrichen      | Führender in der Gesamtwertung                                   |